# Нечітка концепція
Нечітка концепція — це концепція, межі застосування якої можуть значно змінюватися залежно від контексту чи умов, замість того, щоб бути зафіксованими раз і назавжди. Це означає, що концепція певним чином розпливчаста, не має фіксованого, точного значення, однак не є незрозумілою чи безглуздою взагалі. Вона має певне значення, яке можна зробити більш точним лише шляхом подальшого уточнення та конкретизації, включаючи більш точне визначення контексту, у якому використовується це поняття. Вивчення характеристик нечітких понять і нечіткої мови називається нечіткою семантикою. Протилежністю «нечіткої концепції» є «чітка концепція» (тобто точна концепція).
Під нечітким поняттям вчені розуміють поняття, яке «до певної міри застосовне» в ситуації. Це означає, що концепція має «градації» значущості або «нечіткі» (змінні) межі застосування. Нечітке твердження — це твердження, яке є істинним «до певної міри», і ця міра часто може бути представлена масштабованим значенням. Термін також використовується в наші дні в більш загальному, популярному значенні — на відміну від його технічного значення — для позначення концепції, яка є «досить розпливчастою» з будь-якої причини.
У минулому сама ідея міркування за допомогою нечітких понять зустрічала значний опір з боку академічних еліт. Вони не хотіли підтримувати використання неточних концепцій у дослідженнях чи аргументації. Проте, хоча люди можуть і не знати про це, використання нечітких понять гігантсько зросло в усіх сферах життя з 1970-х років. Це в основному завдяки прогресу в електронній інженерії, нечіткій математиці та цифровому програмуванні. Нова технологія дозволяє передбачати та фіксувати в програмі дуже складні висновки про «варіації на тему».

## Інтернет-ресурси
- James F. Brule, Fuzzy systems tutorial
- «Fuzzy Logic», Stanford Encyclopedia of Philosophy
- «Vagueness», Stanford Encyclopedia of Philosophy
- Calvin College Engineering Department, Getting Started with Fuzzy Logic
- 2009 Benjamin Franklin Medal Winner: Lotfi A. Zadeh
- Lin Shang, Lecture on fuzzy and rough sets, Nanjing University
- Rudolf Kruse and Christian Moewes on fuzzy set theory